# Коронида (с Наксоса)
Корони́да (др.-греч. Κορωνίς) — нимфа с Наксоса, кормилица Диониса. Справляла посвящённые ему обряды в Дриосе (Ахайя Фтийская). Похищена фракийскими разбойниками и увезена на Наксос, где стала наложницей Бута. Дионис наслал на Бута безумие, и тот погиб. По одной из версий, родила от Диониса харит.
В честь Корониды назван астероид (158) Коронида, открытый в 1876 году российским астрономом Виктором Кнорре.